# Bos met geluidswal
Bos met geluidswal is een landschapskunstwerk uit 1987 van Krijn Giezen aan de noordwestkant van Franeker tegen de A31 aan. Het kunstwerk omvat een bosgebied in de stijl van een Fries landgoed met strakke lijnen en dat omgeven door een bomenlaan. Aan de noordkant van het bos is een hoge terp en geluidswal die het gebied beschermen tegen het geluid van de A31 en de noordelijke en westelijke winden. De geluidswal is tot stand gekomen met behulp van puin dat afkomstig is van gesloopte kades uit Franeker.
De hoge terp is toegankelijk middels een stegel en wordt anno 2024 begraasd met schapen. 

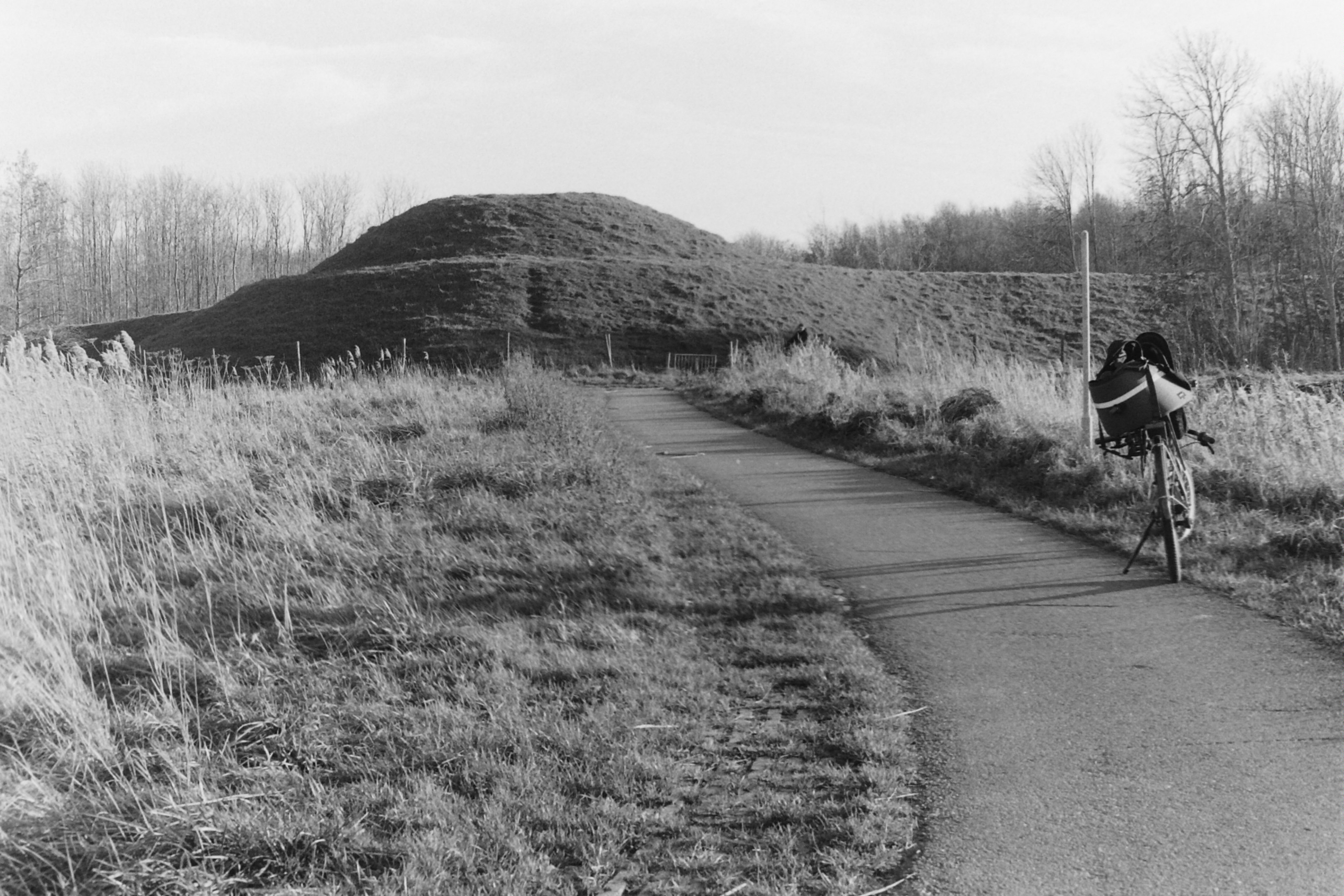
De hoge terp met geluidswal die het bos erachter beschermt tegen wind en geluid van de A31.
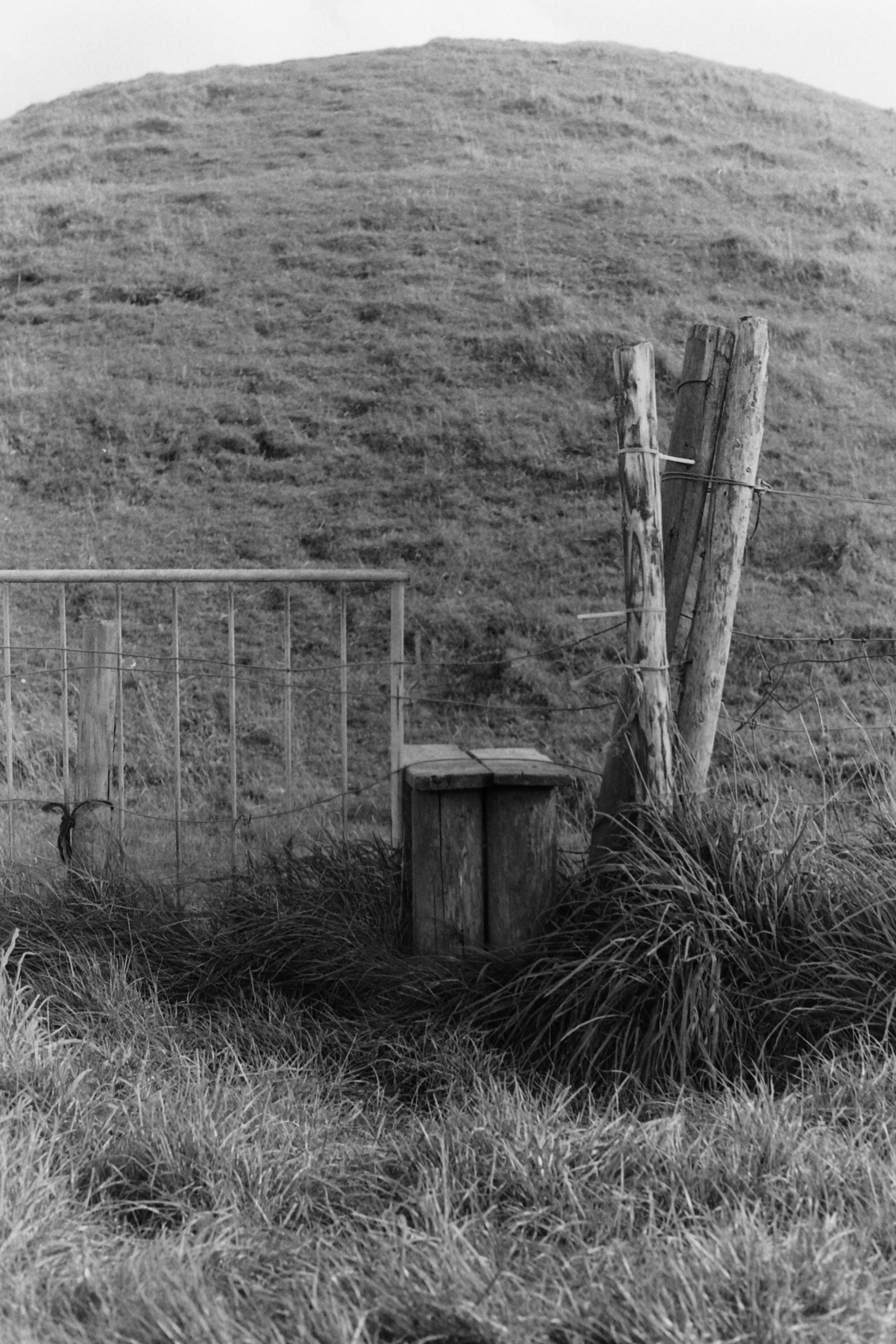
stegel die toegang biedt tot de hoge terp
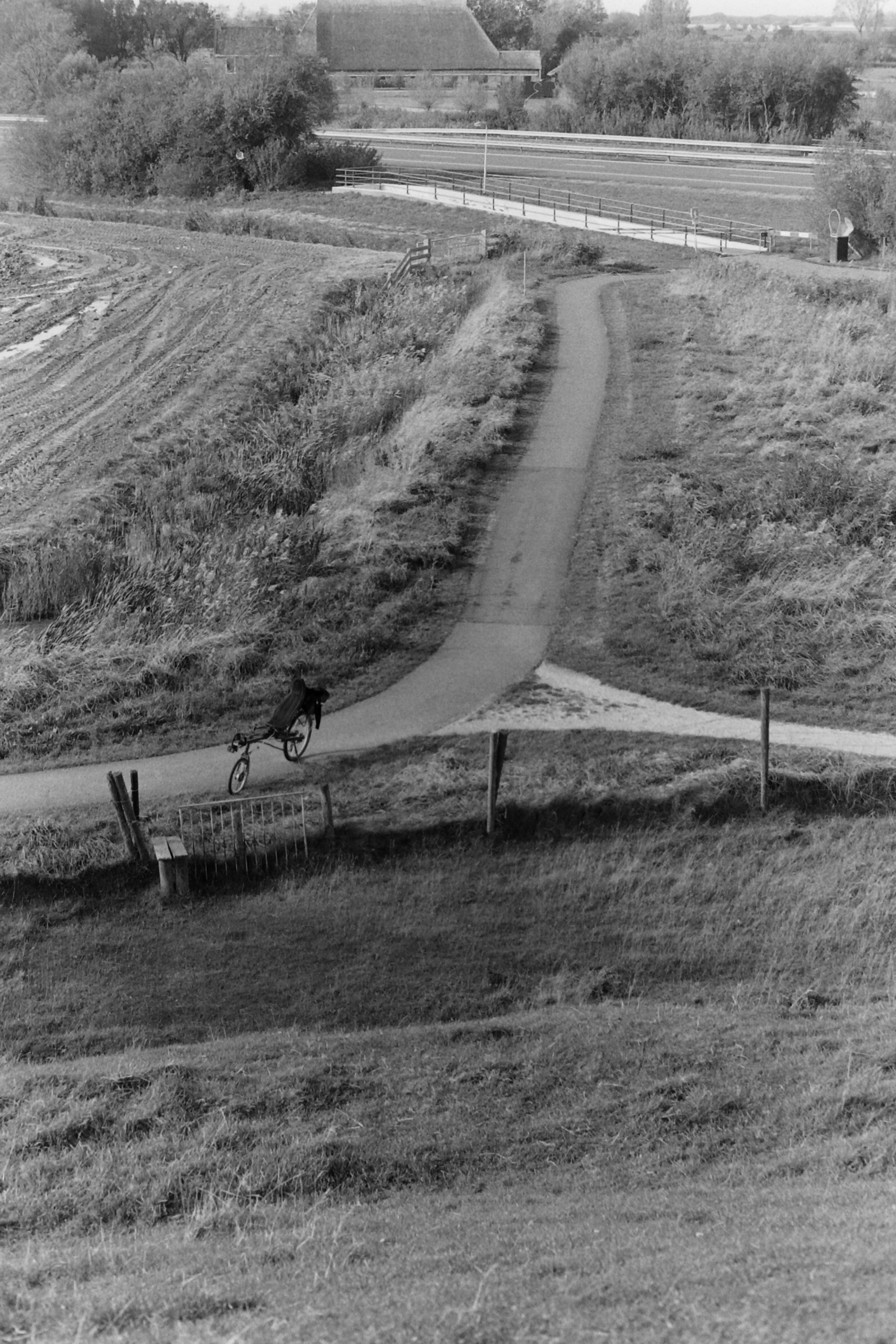
uitzicht vanaf de hoge terp op de stegel bij het prikkeldraad beneden het fietspad en ingang van de tunnel onder de A31 door